# Skąpe
Skąpe (in tedesco Skampe) è un comune rurale polacco del distretto di Świebodzin, nel voivodato di Lubusz.
Ricopre una superficie di 181,28 km² e nel 2004 contava 5 511 abitanti.